# سلمان أحمد الحايكي
سلمان أحمد الحايكي (2 يناير 1959 - 19 مايو 2019) معلم وصحفي وشاعر أديب بحريني، ولد في مدينة المحرق. تخرج من معهد المعلمين عام 1981، ووكان عضواَ في أسرة الأدباء والكتاب البحرينية منذ بداية السبعينيات. بدأ أولى محاولاته الشعرية 1973، ونشر أولى قصائده في جريدة الأضواء البحرينية. يمارس - إلى جانب قرض الشعر - كتابة المقال، والنقد، والقصة القصيرة. ويعمل حالياً صحفي في صحيفة أخبار الخليج البحرينية.

## المؤهلات العلمية
- بكالوريوس لغة عربية معهد المعلمين عام 1981.
- ماجستير تربية رياضية معهد المعلمين عام 1984.
- دكتوراه آداب في اللغة العربية الفُصحى عام 1988 جامعة بيروت.
- الدكتوراه الفخرية في مجال الصحافة والإعلام عام 1992.

## دواوينه الشعرية

### أبرزها
- الجوارح عام 1991.
- الرباب هي البتول 1992.
- مطر على وجه الحبيبة (أشعار بالعامية) 1992.
- حبيبتي زهراء 2000

## مقتطفات من بعض قصائده

### الحصار
كان طفلاً..
ردَّهُ موج البساتين إلى قافلة بعيده..
جاءه في الليل طلقٌ..
كان طفلاً..
كان في داخله العاشق عشق
كان في معصمه الأيمن بحر
وصلاة وقصيدة,
كبر الورد على أنفاسه
ورضاب القبلة الزرقاء ختْمٌ
مزّق النهر وماجْ
لم يعد يمتلك الآن سريراً أو مرايا من زجاج.
كان طفلاً
كان وجهاً يقرأ السورة في السر
ويمضي خلف دخان كثيف
كان يقتات البراري
يحتسي الليل مع الوجه الرهيف
كان في داخله بحر ونار..
وشظايا من رغيف..
كان طفلاً..
كان طفلاً..
حينما تبرق في الظهر النجوم
ينطفي مثل سراج لا ينام
يشتعلْ في الماء كالعشق الحرام
ثم يمضي هائماً خلف الغيوم
ذات يوم..
قرأ السورة في المقهى.. وسار
كان يوماً شق من أعماقهِ سيل الغبار..
كان ليلاً حينما اشتد الحصار.
............
سألتْ عنه الرياحين ومال الورد صوب الماء يبكي..
قالت الوردة شعراً..
رددت في البحر دانه
(كيف يمضي قبل أن يكمل في العشق أوانه?)
سألت عنه البراري..
قالت النجمة شعراً..
رددت في الطين أشلاء البراعم..
(كيف يأتي والمدى يدرك أسرار زمانه?..)
كان طفلاً..
كان ليلاً حينما اشتد الحصار..

### تقاســيم الغربــة
كلما غاب من الأنفاس يأتي..
عسلا..
وتباشير حياة..
وحبيبا مزق الهدهد عينيه: ونام
بمفردكِ الآن يمر عليك القطار
يحمل الحلوى لأطفال القرى..
ويوزع الأحلام في نار الغرام..
بمفردكِ الآن..
تعودين من الحقل مثقلة
لا شجر ـ يسأل عن عينيك
لا وطن..
لا سفن..
تأخذك الآن للقمر الدفيء

## مواقع خارجية
- مقالات سلمان الحايكي - صحيفة الوسط البحرينية .
- همسة رياضية - أعمدة يومية - سلمان الحايكي - صحيفة أخبار الخليج .